# Curro Savoy
Curro Savoy, de son vrai nom Francisco Rodriguez, né en 1946 à Andújar, province de Jaén, est un musicien espagnol, spécialiste du sifflement.

## Biographie
Curro Savoy se forme artistiquement à Madrid où il vit seul (après le décès de son père) avec sa mère, et est remarqué alors qu'il est à peine âgé de 13 ans lors d'un radio-crochet. Il joue de la guitare dans un groupe formé avec d'autres amis, à la même période que Miguel Ríos et Victor Manuel. L'engouement qu'il provoque est tel à cette époque que les médias le surnomment « Le Roi du rock 'n' roll »[source insuffisante].
Il est l'un des meilleurs interprètes de nombreux thèmes musicaux par la technique du sifflement dans des registres tels que la bossa nova le jazz le rock et le folk. C'est également un imitateur des chants d'oiseaux. Il a notamment participé dans de nombreux spots publicitaires dont le plus connu est certainement celui de Coco Chanel, avec Vanessa Paradis dans le rôle de l'oiseau en cage.
Il composera de nombreux albums, se produira à l'Olympia et fera plusieurs fois le tour du monde.
Il est également connu en France pour avoir été demi-finaliste de la troisième saison d'un Incroyable Talent et d'avoir participé à de nombreuses émissions de télévision, telles que Coucou c'est nous ! et On n'est pas couché, entre autres.

### Vie privée
Il présente la particularité d'avoir épousé Clarita Montes, la première femme torera à être descendue dans une arène espagnole (à une certaine époque il était interdit à une femme de toréer à pied). Par la suite, Montes se tourne vers l'art de la musique, qu'elle partage avec son époux.
En 2016, il vit entre la France et l'Espagne où il poursuit une carrière artistique.

## Musiques de films
En France, il travaille avec les compositeurs Jean-Marie Sénia et Pascal Chatain, apportant son interprétation sifflée sur les bandes originales des films Le Serment de Mado, Une journée chez ma mère, Le Cochon de Gaston et également sur celle du film d'animation Les Contes de l'horloge magique, de Ladislas Starevitch.